# Kärkölä
Kärkölä est une petite municipalité du Sud de la Finlande, dans la province de Finlande méridionale et la région du Päijät-Häme.

## Géographie
Elle est située à environ 90 km au nord de la capitale Helsinki.
Elle est traversée par le chemin de fer Riihimäki-Lahti.
L'économie locale est basée principalement sur un tissu industriel assez dynamique, comprenant notamment plusieurs entreprises de matériaux de construction. L'agriculture reste néanmoins importante. Le taux de chômage est contenu sous les 8 %.
Le sud de la commune est très sauvage et classé zone Natura 2000.
Les municipalités voisines sont Hämeenkoski au nord, Hollola au nord-est, Orimattila à l'est, Mäntsälä au sud (Uusimaa), Hausjärvi au sud-ouest et Lammi à l'ouest (les 2 dans le Kanta-Häme).

## Démographie
Depuis 1980, la démographie de Kärkölä a évolué comme suit, :
| Année      | 1980  | 1985  | 1990  | 1995  | 2000  | 2005  |
| ---------- | ----- | ----- | ----- | ----- | ----- | ----- |
| population | 5 051 | 5 164 | 5 343 | 5 279 | 5 048 | 4 974 |

| Année      | 2010  | 2015  | 2020  |
| ---------- | ----- | ----- | ----- |
| population | 4 882 | 4 604 | 4 365 |

## Lieux et monuments
- Église de Kärkölä
- Parc d'Huovila
- École primaire de Kärkölä
- Bibliothèque municipale de Kärkölä
- Centre médical de Järvelä
- Zone Natura 2000 de Koivumäki-Luutasuo

## Transports
Tous les trains de banlieue de la ligne Riihimäki-Lahti s'arrêtent à Järvelä (fi) et Lappila.
En train, le trajet de Järvelä à Lahti dure 17 minutes et de Järvelä à Riihimäki 23 minutes.
La route principale 54 et la route régionale 295 se croisent à Järvelä.

## Personnalités
- Helvi Sipilä (1915–2009), varatuomari et ministre
- Emil Väre (1885–1974), lutteur

## Galerie

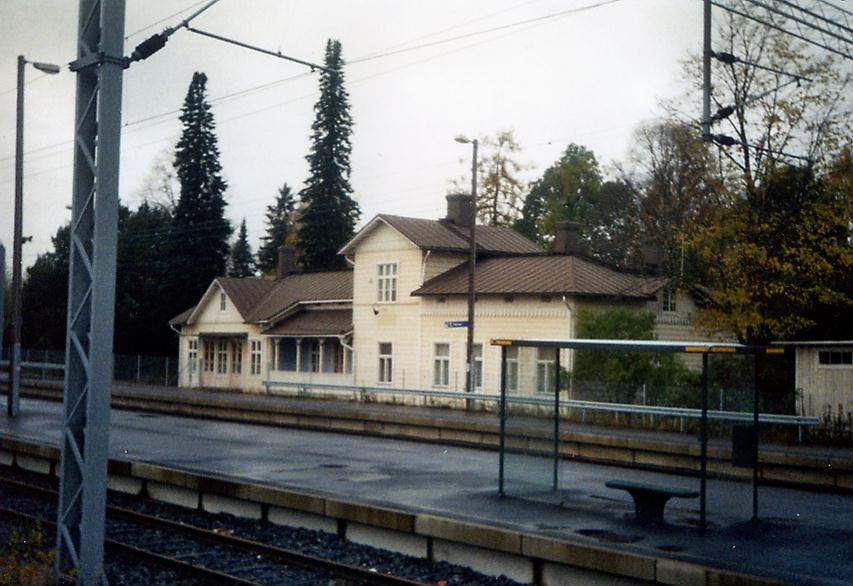
La gare ferroviaire de Järvelä.
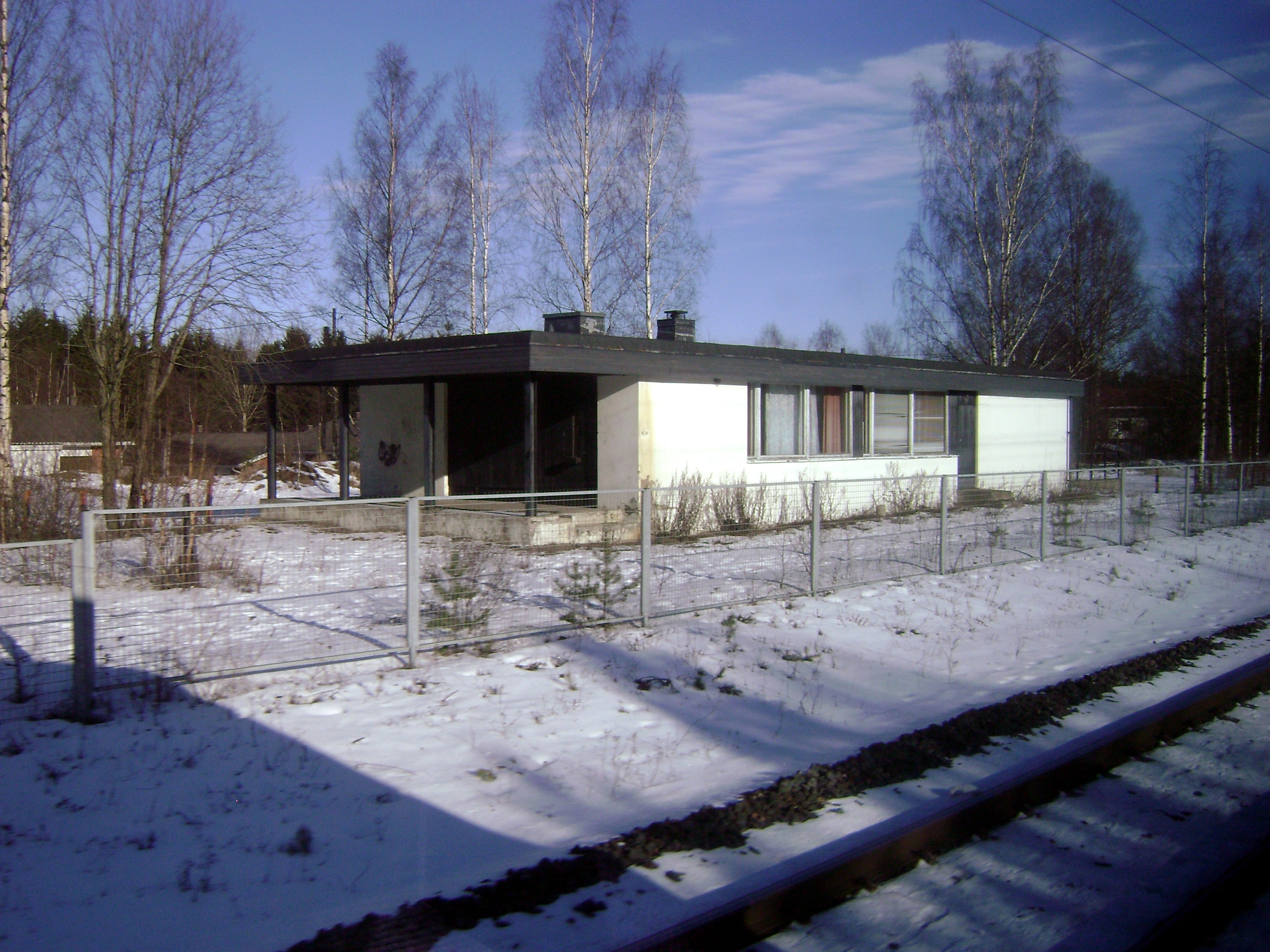
La gare ferroviaire de Lappila.